# X²O Badkamers Trofee
Le Trofee veldrijden (en français, le trophée cyclo-cross) appelé X²O Badkamers Trofee pour des raisons de parrainage depuis 2020, est une compétition annuelle de cyclo-cross organisée par l'agence événementielle belge Golazo (nl), qui comprend plusieurs manches masculines et féminines en Belgique. C'est l'une des compétitions majeures de la saison de cyclo-cross, aux côtés de la Coupe du monde de cyclo-cross de l'UCI, du Superprestige et des Exact Cross

## Histoire
Auparavant sponsorisé par le quotidien belge néerlandophone Gazet van Antwerpen depuis la première édition en 1987 jusqu'à l'édition 2012 puis par la banque Bpost et les assurances AP, la compétition est sponsorisée depuis 2020 par le fabricant de salles de bains belge X²O Badkamers.
| Année          | Nom                                                                     |
| -------------- | ----------------------------------------------------------------------- |
| 1987-2012      | Gazet van Antwerpen Trofee                                              |
| 2012-2016      | Bpost bank trofee                                                       |
| 2016-2020      | DVV Verzekeringen (nl) Trofee (en français l'appellation AP Assurances) |
| 2020- en cours | X²O Badkamers Trofee                                                    |

## Organisation
Depuis 2012, contrairement aux deux autres compétitions majeures que sont la Coupe du monde de cyclo-cross (UCI) et le Superprestige, des points ne sont plus attribués après chaque manche de cyclocross, mais le classement basé sur le temps est conservé comme sur les épreuves de cyclisme sur route. Le vainqueur du Trofee est ainsi celui qui a le minimum de temps cumulé à la fin de la compétition. Le coureur (La coureuse) ne prenant pas le départ d'une course se voit infliger un forfait de 5 minutes par rapport au temps du (de la) vainqueur(e) (article 4 du règlement).

## Epreuves
- Audenarde (Koppenbergcross)
- Courtrai (CAPS Urban Cross)
- Herentals (Herentals Crosst)
- Baal (Grand Prix Sven Nys)
- Coxyde (Duinencross)
- Hamme (Flandriencross)
- Lille  (Krawatencross)
- Bruxelles (Brussels Universities Cyclocross)

## Palmarès

### Hommes élites
| Année     | Vainqueur            | Deuxième               | Troisième              |
| --------- | -------------------- | ---------------------- | ---------------------- |
| 1987-1988 | Rudy De Bie          | Christian Hautekeete   | Yvan Messelis          |
| 1988-1989 | Guy Van Dijck        | Rudy De Bie            | Dirk Pauwels           |
| 1989-1990 | Guy Van Dijck        | Wim Lambrechts         | Kurt De Roose          |
| 1990-1991 | Marc Janssens        | Peter Van Santvliet    | Ludo De Rey            |
| 1991-1992 | Dirk Pauwels         | Pascal Van Riet        | Guy Van Dijk           |
| 1992-1993 | Paul Herijgers       | Peter Willemsens       | Staf Van Bouwel        |
| 1993-1994 | Paul Herijgers       | Danny De Bie           | Peter Willemsens       |
| 1994-1995 | Paul Herijgers       | Peter Willemsens       | Arne Daelmans          |
| 1995-1996 | Paul Herijgers       | Peter Willemsens       | Arne Daelmans          |
| 1996-1997 | Paul Herijgers       | Alex Moonen            | Peter Willemsens       |
| 1997-1998 | Arne Daelmans        | Danny De Bie           | Peter Willemsens       |
| 1998-1999 | Marc Janssens        | Arne Daelmans          | Peter Willemsens       |
| 1999-2000 | Arne Daelmans        | Bart Wellens           | Peter Willemsens       |
| 2000-2001 | Erwin Vervecken      | Bart Wellens           | Peter Willemsens       |
| 2001-2002 | Erwin Vervecken      | Peter Van Santvliet    | Bart Wellens           |
| 2002-2002 | Sven Nys             | Bart Wellens           | Mario De Clercq        |
| 2003-2004 | Bart Wellens         | Ben Berden             | Sven Nys               |
| 2004-2005 | Sven Nys             | Sven Vanthourenhout    | Erwin Vervecken        |
| 2005-2006 | Sven Nys             | Bart Wellens           | Erwin Vervecken        |
| 2006-2007 | Sven Nys             | Niels Albert           | Richard Groenendaal    |
| 2007-2008 | Sven Nys             | Bart Wellens           | Zdeněk Štybar          |
| 2008-2009 | Sven Nys             | Bart Wellens           | Zdeněk Štybar          |
| 2009-2010 | Sven Nys             | Zdeněk Štybar          | Niels Albert           |
| 2010-2011 | Sven Nys             | Zdeněk Štybar          | Kevin Pauwels          |
| 2011-2012 | Kevin Pauwels        | Zdeněk Štybar          | Sven Nys               |
| 2012-2013 | Niels Albert         | Klaas Vantornout       | Kevin Pauwels          |
| 2013-2014 | Sven Nys             | Niels Albert           | Tom Meeusen            |
| 2014-2015 | Wout van Aert        | Kevin Pauwels          | Sven Nys               |
| 2015-2016 | Wout van Aert        | Kevin Pauwels          | Sven Nys               |
| 2016-2017 | Wout van Aert        | Kevin Pauwels          | Michael Vanthourenhout |
| 2017-2018 | Mathieu van der Poel | Toon Aerts             | Wout van Aert          |
| 2018-2019 | Mathieu van der Poel | Toon Aerts             | Michael Vanthourenhout |
| 2019-2020 | Eli Iserbyt          | Michael Vanthourenhout | Mathieu van der Poel   |
| 2020-2021 | Eli Iserbyt          | Toon Aerts             | Michael Vanthourenhout |
| 2021-2022 | Toon Aerts           | Eli Iserbyt            | Michael Vanthourenhout |
| 2022-2023 | Eli Iserbyt          | Lars van der Haar      | Michael Vanthourenhout |
| 2023-2024 | Lars van der Haar    | Eli Iserbyt            | Michael Vanthourenhout |
| 2024-2025 | Eli Iserbyt          | Toon Aerts             | Pim Ronhaar            |

Sven Nys détient le record de victoires finales avec neuf succès.
| Vict. | Coureur              | Éditions                                                      |
| ----- | -------------------- | ------------------------------------------------------------- |
| 9     | Sven Nys             | 02-03, 04-05, 05-06, 06-07, 07-08, 08-09, 09-10, 10-11, 13-14 |
| 5     | Paul Herijgers       | 92-93, 93-94, 94-95, 95-96, 96-97                             |
| 4     | Eli Iserbyt          | 19-20, 20-21, 22-23, 24-25                                    |
| 3     | Wout van Aert        | 14-15, 15-16, 16-17                                           |
| 2     | Guy Van Dijck        | 88-89, 89-90                                                  |
| 2     | Marc Janssens        | 90-91, 98-99                                                  |
| 2     | Arne Daelmans        | 97-98, 99-00                                                  |
| 2     | Erwin Vervecken      | 00-01, 01-02                                                  |
| 2     | Mathieu van der Poel | 17-18, 18-19                                                  |
| 1     | Rudy De Bie          | 87-88                                                         |
| 1     | Dirk Pauwels         | 91-92                                                         |
| 1     | Bart Wellens         | 03-04                                                         |
| 1     | Kevin Pauwels        | 11-12                                                         |
| 1     | Niels Albert         | 12-13                                                         |
| 1     | Toon Aerts           | 21-22                                                         |
| 1     | Lars van der Haar    | 23-24                                                         |

### Femmes élites
| Année     | Vainqueur            | Deuxième               | Troisième       |
| --------- | -------------------- | ---------------------- | --------------- |
| 2007-2008 | Daphny van den Brand | Reza Hormes-Ravenstijn | Sanne Cant      |
| 2008-2009 | Daphny van den Brand | Marianne Vos           | Sanne Cant      |
| 2009-2010 | Daphny van den Brand | Sanne Cant             | Helen Wyman     |
| 2010-2011 | Sanne Cant           | Daphny van den Brand   | Helen Wyman     |
| 2011-2012 | Daphny van den Brand | Sanne Cant             | Nikki Harris    |
| 2012-2013 | Sanne Cant           | Helen Wyman            | Ellen Van Loy   |
| 2013-2014 | Sanne Cant           | Helen Wyman            | Nikki Harris    |
| 2014-2015 | Ellen Van Loy        | Sanne Cant             | Sophie de Boer  |
| 2015-2016 | Sanne Cant           | Jolien Verschueren     | Helen Wyman     |
| 2016-2017 | Sanne Cant           | Thalita de Jong        | Ellen Van Loy   |
| 2017-2018 | Katherine Compton    | Nikki Brammeier        | Maud Kaptheijns |
| 2018-2019 | Sanne Cant           | Loes Sels              | Nikki Brammeier |
| 2019-2020 | Ceylin Alvarado      | Annemarie Worst        | Yara Kastelijn  |
| 2020-2021 | Lucinda Brand        | Denise Betsema         | Ceylin Alvarado |
| 2021-2022 | Lucinda Brand        | Denise Betsema         | Annemarie Worst |
| 2022-2023 | Fem van Empel        | Lucinda Brand          | Ceylin Alvarado |
| 2023-2024 | Fem van Empel        | Lucinda Brand          | Annemarie Worst |
| 2024-2025 | Lucinda Brand        | Annemarie Worst        | Sara Casasola   |

Sanne Cant détient le record de victoires finales avec six succès.
| Vict. | Coureuse             | Année                                                            |
| ----- | -------------------- | ---------------------------------------------------------------- |
| 6     | Sanne Cant           | 2010-2011, 2012-2013, 2013-2014, 2015-2016, 2016-2017, 2018-2019 |
| 4     | Daphny van den Brand | 2007-2008, 2008-2009, 2009-2010, 2011-2012                       |
| 3     | Lucinda Brand        | 2020-2021, 2021-2022, 2024-2025                                  |
| 2     | Fem van Empel        | 2022-2023, 2023-2024                                             |
| 1     | Ellen Van Loy        | 2014-2015                                                        |
| 1     | Katherine Compton    | 2017-2018                                                        |
| 1     | Ceylin Alvarado      | 2019-2020                                                        |

### Hommes espoirs
| Année     | Vainqueur                                         | Deuxième                                          | Troisième                                         |
| --------- | ------------------------------------------------- | ------------------------------------------------- | ------------------------------------------------- |
| 2001-2002 | Wim Jacobs                                        |                                                   |                                                   |
| 2002-2003 | Wim Jacobs                                        |                                                   |                                                   |
| 2003-2004 | Bart Aernouts                                     |                                                   |                                                   |
| 2004-2005 | Kevin Pauwels                                     |                                                   |                                                   |
| 2005-2006 | Niels Albert                                      |                                                   |                                                   |
| 2006-2007 | Dieter Vanthourenhout                             |                                                   |                                                   |
| 2007-2008 | Tom Meeusen                                       | Jempy Drucker                                     | Philipp Walsleben                                 |
| 2008-2009 | Philipp Walsleben                                 | Jim Aernouts                                      | Kenneth Van Compernolle                           |
| 2009-2010 | Tom Meeusen                                       | Jim Aernouts                                      | Jan Denuwelaere                                   |
| 2010-2011 | Lars van der Haar                                 | Jim Aernouts                                      | Joeri Adams                                       |
| 2011-2012 | Lars van der Haar                                 | Wietse Bosmans                                    | Micki van Empel                                   |
| 2012-2013 | Wietse Bosmans                                    | Corné van Kessel                                  | Michael Vanthourenhout                            |
| 2013-2014 | Wout van Aert                                     | Mathieu van der Poel                              | Laurens Sweeck                                    |
| 2014-2015 | Laurens Sweeck                                    | Michael Vanthourenhout                            | Toon Aerts                                        |
| 2015-2016 | Quinten Hermans                                   | Daan Hoeyberghs                                   | Nicolas Cleppe                                    |
| 2016-2017 | Eli Iserbyt                                       | Nicolas Cleppe                                    | Gosse van der Meer                                |
| 2017-2018 | Eli Iserbyt                                       | Yannick Peeters                                   | Thomas Joseph                                     |
| 2018-2019 | Niels Derveaux                                    | Lander Loockx                                     | Andreas Goeman                                    |
| 2019-2020 | Timo Kielich                                      | Yentl Bekaert                                     | Niels Vandeputte                                  |
| 2020-2021 | Non-organisé en raison de la pandémie de Covid-19 | Non-organisé en raison de la pandémie de Covid-19 | Non-organisé en raison de la pandémie de Covid-19 |
| 2021-2022 | Pim Ronhaar                                       | Thibau Nys                                        | Joran Wyseure                                     |
| 2022-2023 | Joran Wyseure                                     | Victor Van de Putte                               | David Haverdings                                  |
| 2023-2024 | Arne Baers                                        | Victor Van de Putte                               | David Haverdings                                  |
| 2024-2025 | Kay De Bruyckere                                  | Yordi Corsus                                      | Seppe Van den Boer                                |

### Femmes juniors
| Année     | Vainqueur          | Deuxième           | Troisième          |
| --------- | ------------------ | ------------------ | ------------------ |
| 2019-2020 | Fem van Empel      | Leonie Bentveld    | Ilse Pluimers      |
| 2020-2021 | pas de compétition | pas de compétition | pas de compétition |
| 2021-2022 | Leonie Bentveld    | Ava Holmgren       | Katherine Sarkisov |
| 2022-2023 | Isabella Holmgren  | Ava Holmgren       | Lore De Schepper   |
| 2023-2024 | pas de compétition | pas de compétition | pas de compétition |
| 2024-2025 | pas de compétition | pas de compétition | pas de compétition |